# Elecciones generales de Bermudas de 1976
Elecciones generales tuvieron lugar en Bermudas el 18 de mayo de 1976. El Partido Unido de Bermudas gobernante se mantuvo en el poder después de ganar 25 de los 36 escaños en la Asamblea, mientras que el Partido Laboritsta Progresista obtuvo un escaño, consiguiendo once escaños.

## Resultados
| Partido                        | Votos  | %    | Asientos | +/–   |
| ------------------------------ | ------ | ---- | -------- | ----- |
| Partido Unido de Bermudas      | 19 091 | 55,5 | 25       | –5    |
| Partido Laborista Progresista  | 15 246 | 44,4 | 11       | +1    |
| Independents                   | 33     | 0,1  | 0        | Nuevo |
| Votos blancos/nulos            |        | –    | –        | –     |
| Total                          | 34 370 | 100  | 36       | –4    |
| Fuente: Registro Parlamentario |        |      |          |       |